# Auto-analyse
Pour les articles homonymes, voir Auto-analyse (homonymie).
Auto-analyse ou autoanalyse (Selbstanalyse) est un terme désignant une investigation de soi par soi-même, qui recourt à certains procédés venus de la psychanalyse comme les associations libres et l'analyse de ses propres rêves.
Au tournant de la fin du XIXe siècle et du début du XXe siècle, Sigmund Freud a  inventé l'auto-analyse en même temps que la psychanalyse.

## Histoire et définition
Selon Jean Laplanche et Jean-Bertrand Pontalis, le terme « auto-analyse » désigne une « investigation de soi par soi, conduite de façon plus ou moins systématique, et qui recourt à certains procédés de la méthode psychanalytique » comme les associations libres, l'analyse de rêves, l'interprétation de conduites, etc.
« La psychanalyse et l'autoanalyse ont été inventées conjointement par Sigmund Freud à Vienne entre 1895 et 1902 », écrit Didier Anzieu, auteur d'un ouvrage de référence dans l'histoire de la psychanalyse, intitulé L'auto-analyse de Freud — et la découverte de la psychanalyse.
Même si Freud n'a pas consacré de texte à « l'auto-analyse », il y fait plusieurs fois allusion en se référant à sa propre expérience  et en insistant sur sa méthode d'analyse des rêves qui lui paraît fondatrice. Quand on lui demande comment on peut devenir psychanalyste, il répond : « par l'étude de ses propres rêves », ainsi qu'il l'écrit dans De la psychanalyse (Über Psychoanalyse, 1909) .
D'après Anzieu, la méthode d'analyse de ses propres rêves confirmait « ce qu'il trouvait dans les rêves de ses patients et, réciproquement, il comprenait mieux leurs rêves à partir des siens propres ». Cette méthode d'analyse comprenait quatre étapes : 1) la notation du matériel par écrit ; 2) sa décomposition en séquences ; 3) l'association libre à propos des séquences ; 4) enfin faire des rapprochements interprétatifs à partir des associations d'idées.
Mais Freud peut également se montrer réservé sur la portée d'une auto-analyse, par exemple quand il écrit à Wilhelm Fliess : « Mon auto-analyse reste interrompue. J'en ai maintenant compris la raison. C'est parce que je ne puis que m'analyser moi-même en me servant de connaissances objectivement acquises (comme un étranger). Une vraie auto-analyse est impossible, sans quoi il n'y aurait pas de maladie ».